# Itay Shechter
Itay Shechter (in ebraico איתי מנחם שכטר‎?; Ramat Yishai, 22 febbraio 1987) è un ex calciatore israeliano, di ruolo attaccante.

## Carriera
Esordisce in prima squadra a 18 anni nel Hapoel Nazareth Illit dove ha la possibilità di guadagnarsi un posto da titolare nella squadra. Con il club israeliano colleziona 21 presenze e 3 reti.
A 19 anni viene acquistato dal Maccabi Netanya. Con il club israeliano gioca 3 stagioni e colleziona 83 presenze e 21 gol.
Nell'estate 2009 viene acquistato dall'Hapoel Tel Aviv.
Nell'estate 2011 viene acquistato dal Kaiserslautern.
L'8 agosto 2012 passa in prestito allo Swansea City, squadra di Premier League.

## Palmarès

### Club

#### Competizioni nazionali
- Campionato israeliano: 3

Hapoel Tel Aviv: 2009-2010
Maccai Tel Aviv: 2018-2019, 2019-2020
- Coppa d'Israele: 1

Hapoel Tel Aviv: 2009-2010
- Coppa di Lega inglese: 1

Swansea City: 2012-2013
- Coppa di Lega israeliana: 1

Maccabi Tel Aviv: 2018-2019
- Supercoppa d'Israele: 1

Maccabi Tel Aviv: 2019